# Johannes Meursius

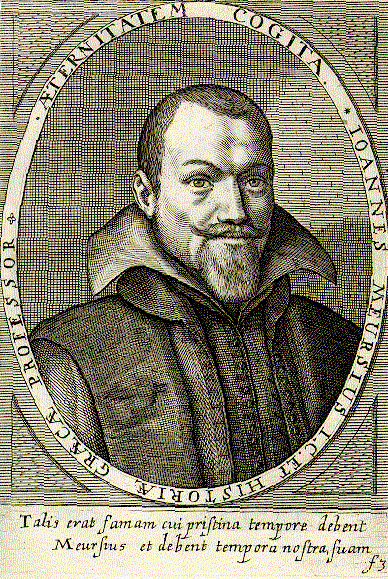
Johannes Meursius

Johannes Meursius, egentligen Jan van Meurs, född 1579 i Loosduinen, död 20 september 1639 i Sorø, var en nederländsk filolog.
Meursius blev professor vid universitetet i Leiden 1610 samt inkallades 1625 till Danmark som kunglig historiograf och professor vid Sorø Akademi. I Leiden kom han i kontakt med flera studerande svenskar och stod i litterär förbindelse med bland andra Johannes Loccenius.
Meursius utgav många grekiska författares skrifter och behandlade i lärda monografier åtskilliga ämnen inom den grekiska fornkunskapen. I Danmark författade han en mindre betydande Historia danica (tre band, 1630–38), till vilken Hans Gram skrev högst värdefulla anmärkningar. Den behandlar i 15 böcker Danmarks historia till 1559 och utgör nionde delen av Meursius "Opera omnia" (utgiven i Florens i tolv folioband 1741–63).
Flera av Meursius efterlämnade arbeten i handskrift kom under Karl X Gustavs krig i svensk ägo, det mesta till Kungliga biblioteket, där det förstördes i branden 1697. Åtskilligt av detta hade dock tidigare utgivits av Samuel Pufendorf samt nederländska lärda.